# Voo REAL Transportes Aéreos 435
O voo REAL Transportes Aéreos 435, ligando Belo Horizonte ao Rio de Janeiro, caiu misteriosamente nas águas da Baía da Guanabara nas proximidades da Ilha dos Ferros no dia 24 de junho de 1960 .

## Aeronave
O Convair 340 foi fabricado em 1951, como uma encomenda da United Airlines que desejava uma fileira adicional de 4 assentos. A aeronave acidentada foi fabricada em 1954 tendo recebido o número de série 191. Em 1958 foi adquirido pelas REAL Transportes Aéreos, recebendo o prefixo PP-YRB, sendo avaliado à época em US$ 500 mil.

## Acidente
O Voo 435 da REAL Transportes Aéreos decolou às 17h22 min do dia 24 de junho de 1960 do Aeroporto da Pampulha em Belo Horizonte com destino ao Aeroporto Santos Dummont, no Rio de Janeiro, e transportava 5 tripulantes e 49 passageiros, sendo pilotada pelo comandante João Afonso Fabrício Belloc. O voo transcorreria sem problemas até as proximidades do Aeroporto Santos Dumont. Por volta das 18h 43 min, o comandante Belloc informou no bloqueio do NDB da Ilha dos Ferros o início dos procedimentos de pouso. Chovia forte na cidade do Rio de Janeiro. Essa foi a última comunicação da aeronave com o Controle de Aproximação do Rio de Janeiro (APP-RJ). Após o desaparecimento do Convair 340 das telas do radar, foram iniciadas as buscas pelo Serviço de Busca e Salvamento da Força Aérea Brasileira e por diversos barcos públicos e particulares. Parte dos destroços do Convair acabaram localizados por uma lancha do estado da Guanabara às 1h15 min da madrugada do dia 25. Poucos corpos puderam ser identificados devido a violência da queda, o que sugeriu a hipótese de explosão da aeronave. Porém, exames nos destroços não revelaram traços de incêndio e ou explosão a bordo.
Depois das notícias sobre a queda, apareceram algumas testemunhas dentre as quais o Cabo Ramos, responsável pela manutenção do NDB da Ilha dos Ferros. Segundo relato do militar, o mesmo ouviu um barulho de  aeronave em voo rasante (identificando o ruído característico do Convair) sobre a ilha e correu até a janela de seu alojamento. Antes que pudesse alcançar a mesma, ouviu um baque surdo de um objeto caindo nas águas da Baía de Guanabara. Esperou ouvir algum grito de socorro, ver algum clarão, barulho de explosão, etc. Como não ouviu nada, voltou ao interior do alojamento. Somente com o som das lanchas de resgate durante a madrugada, o cabo tomou conhecimento do acidente.

## Consequências

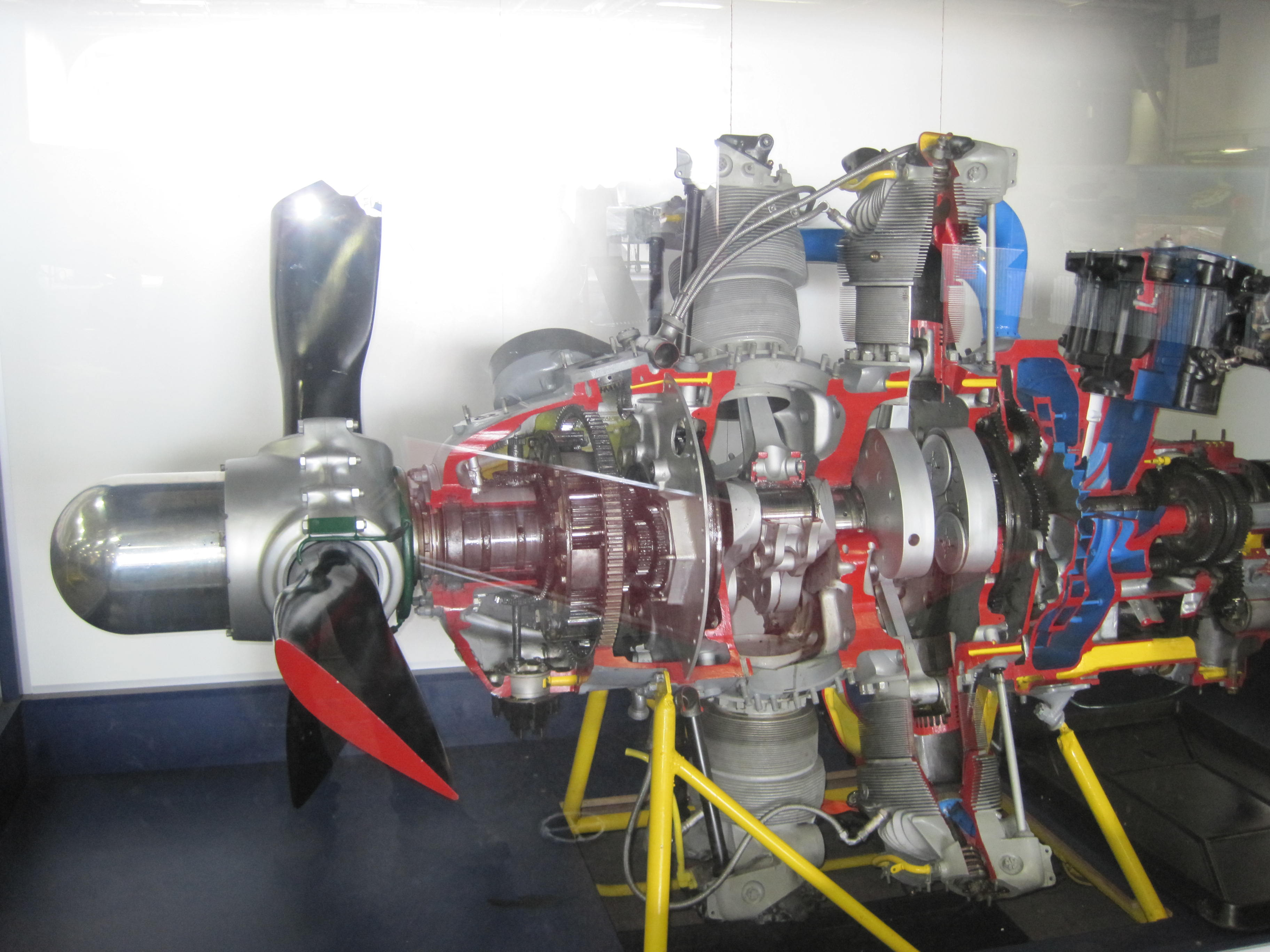
Vista lateral de motor Pratt & Whitney R-2800, utilizado pelo Convair 340. O motor direito do avião da REAL foi encontrado sem a hélice e a parte dianteira (metade esquerda da foto).

Apesar dos esforços dos investigadores, a causa do acidente nunca foi descoberta. Apenas uma parte dos destroços da aeronave foi recuperada; além disso, a aeronave não contava com gravadores de voo e ou caixas pretas, itens existentes apenas nos aviões a jato da época.
Foram aventadas as seguintes hipóteses para explicar o acidente:
- Explosão a bordo (descartada após exame dos destroços);
- Abertura acidental da porta traseira direita durante o voo, que arrancada pelo vento, atingiu o motor direito (descartada após a porta ser encontrada com suas travas intactas);
- Danos causados por agente desconhecido (colisão com pássaro, defeito do motor,etc) no motor direito encontrado sem a parte dianteira e sua hélice (descartada pela impossibilidade de determinar se a falta de parte do motor e da hélice foi resultante do impacto sobre as águas da Baía de Guanabara ou por problemas no respectivo motor);

O avião caiu sobre a Ilha dos Ferros, espalhando destroços por toda a ilha e no mar, sendo que as buscas pelos destroços ocorreram até o dia 6 de julho. Alguns destroços foram encontrados na região da Ilha de Paquetá. O acidente contribuiu para o declínio da REAL Transportes Aéreos, que acabou sendo adquirida pela Varig no ano seguinte. O acidente também motivou a criação de uma Comissão Parlamentar de Inquérito por parte da Câmara dos Deputados, cujo intuito era investigar as causas do grande número de acidentes  aéreos ocorridos no país naquela época. A CPI foi presidida pelo deputado Miguel Bahury, cuja esposa, Maria, havia falecido na queda do voo 435 da REAL. Por ironia do destino, o deputado Bahury também faleceu  cerca de 3 anos depois na queda do Voo Cruzeiro do Sul 144, realizado por outro Convair 340, nas proximidades do Aeroporto de Congonhas.